# Głęboka (powiat ząbkowicki)
Głęboka (niem. Glambach) – wieś w Polsce położona w województwie dolnośląskim, w powiecie ząbkowickim, w gminie Ziębice.

W latach 1975–1998 miejscowość należała administracyjnie do województwa wałbrzyskiego.

## Zabytki
Do wojewódzkiego rejestru zabytków wpisane są:
- kościół filialny pw. Wniebowzięcia Najświętszej Marii Panny, z 1724 r.
- zespół pałacowy, z pierwszej połowy XIX w., przebudowany w XX w.
  - pałac
  - park